# Фламуртарі (стадіон)
Стадіон Фламуртарі (алб. Stadiumi Flamurtari) — багатофункціональний стадіон у Вльорі, Албанія. Наразі він використовується переважно для проведення футбольних матчів і є домашнім стадіоном «Фламуртарі». Стадіон вміщує 8 200 глядачів.

## Історія
До будівництва стадіону Фламуртарі Вльора проводила свої домашні ігри на полі, відомому як Varri i Halimit, що в перекладі означає «Могила Халімі». Поле було розташоване неподалік Уджі-і-Фтохте, де знаходиться тренувальна база клубу. Стадіон був побудований в 1961 році з початковою місткістю 6 500 глядачів, а в 1975 році після реконструкції був розширений до 11 000. У золоті часи клубу на стадіоні збиралося до 15 000 глядачів, а в 1987 році, коли клуб зустрічався з ФК «Барселона» в Кубку УЄФА, на стадіоні було 18 500 глядачів, що стало рекордом відвідуваності на стадіоні. У період між 2004 і 2012 роками стадіон постійно розвивався за допомогою Албанської футбольної асоціації, в результаті чого він був перетворений на стадіон на 8 200 місць. Окрім будівництва трибун та встановлення сидінь, збудовано новий паркінг та вперше встановлено прожектори.
У лютому 2013 року було укладено нове поле, яке фінансувалося порівну клубом та Албанською футбольною асоціацією, а до кінця сезону 2014—2015 років стадіон буде повністю реконструйовано та накрито.

## Галерея

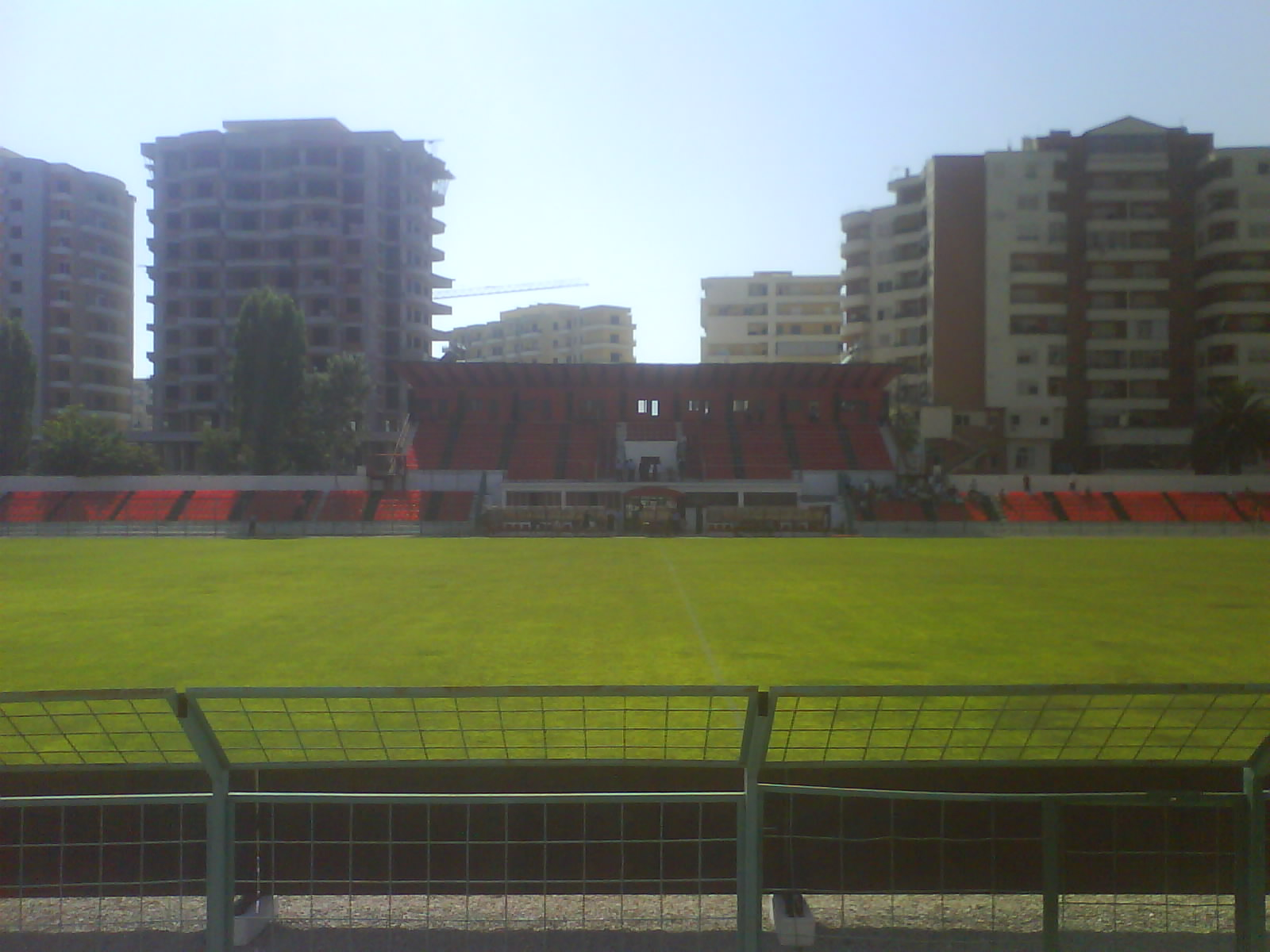
Головна трибуна (липень 2009)
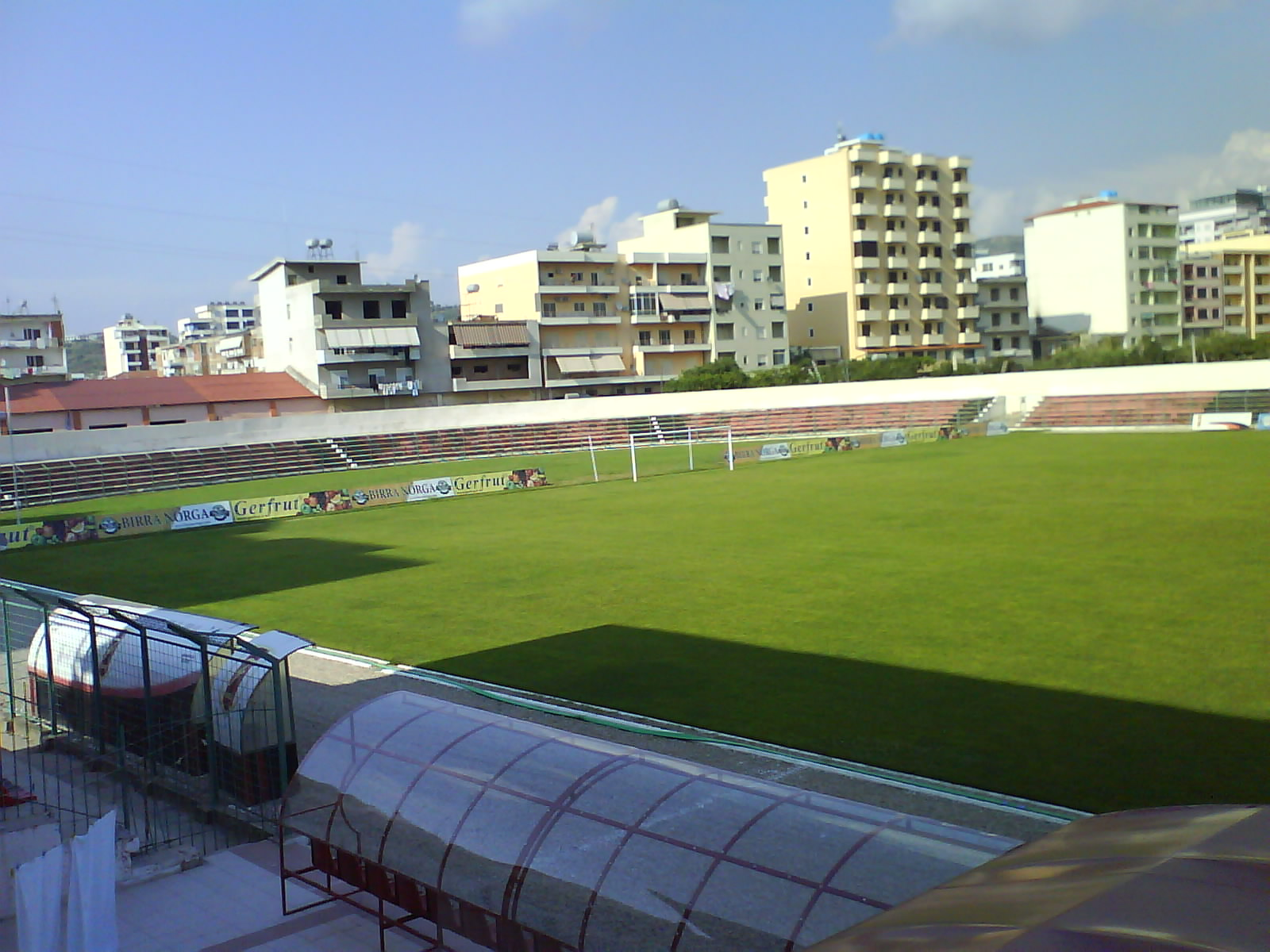
Північна трибуна (липень 2009)
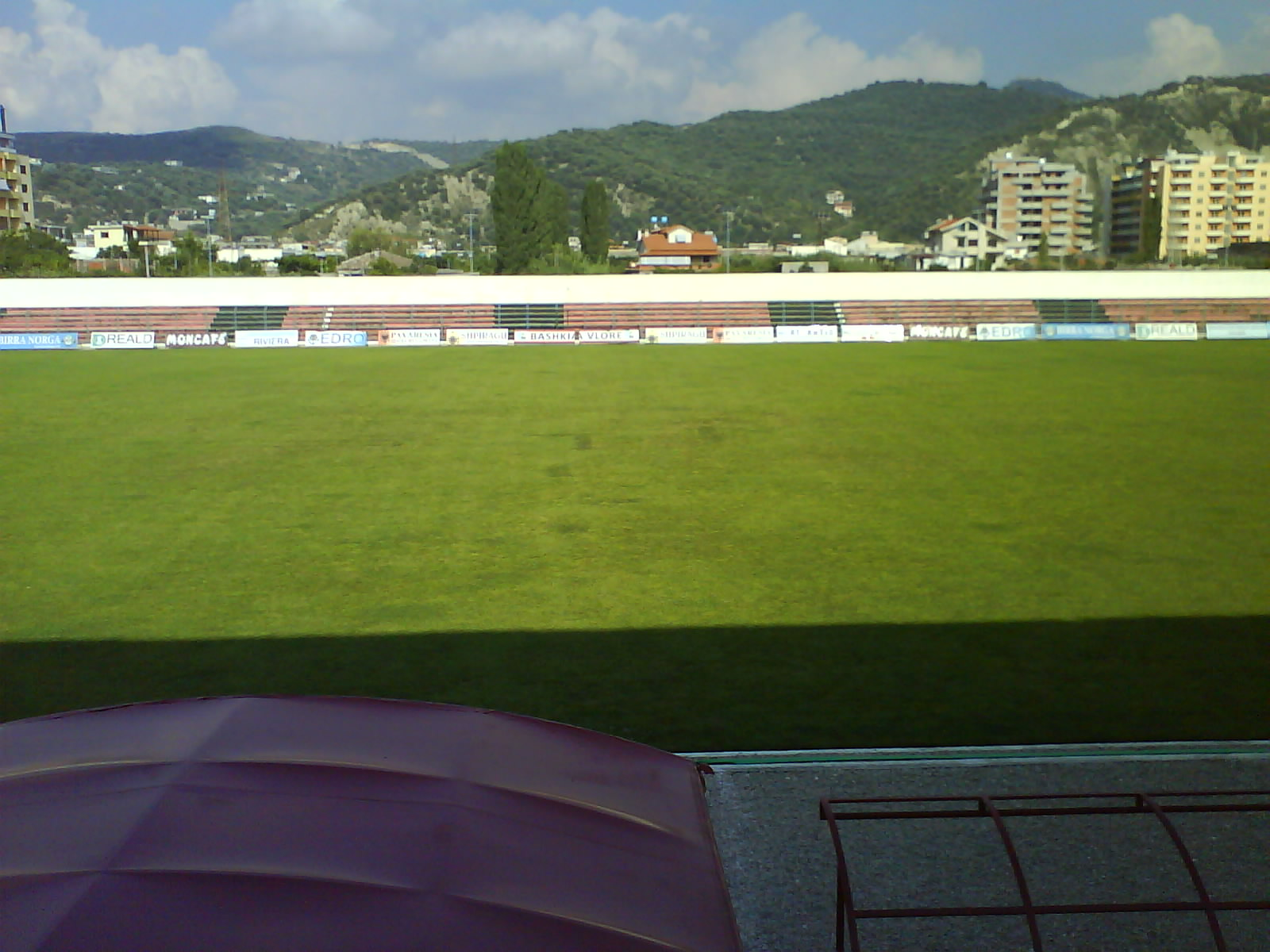
Східна трибуна (липень 2009)
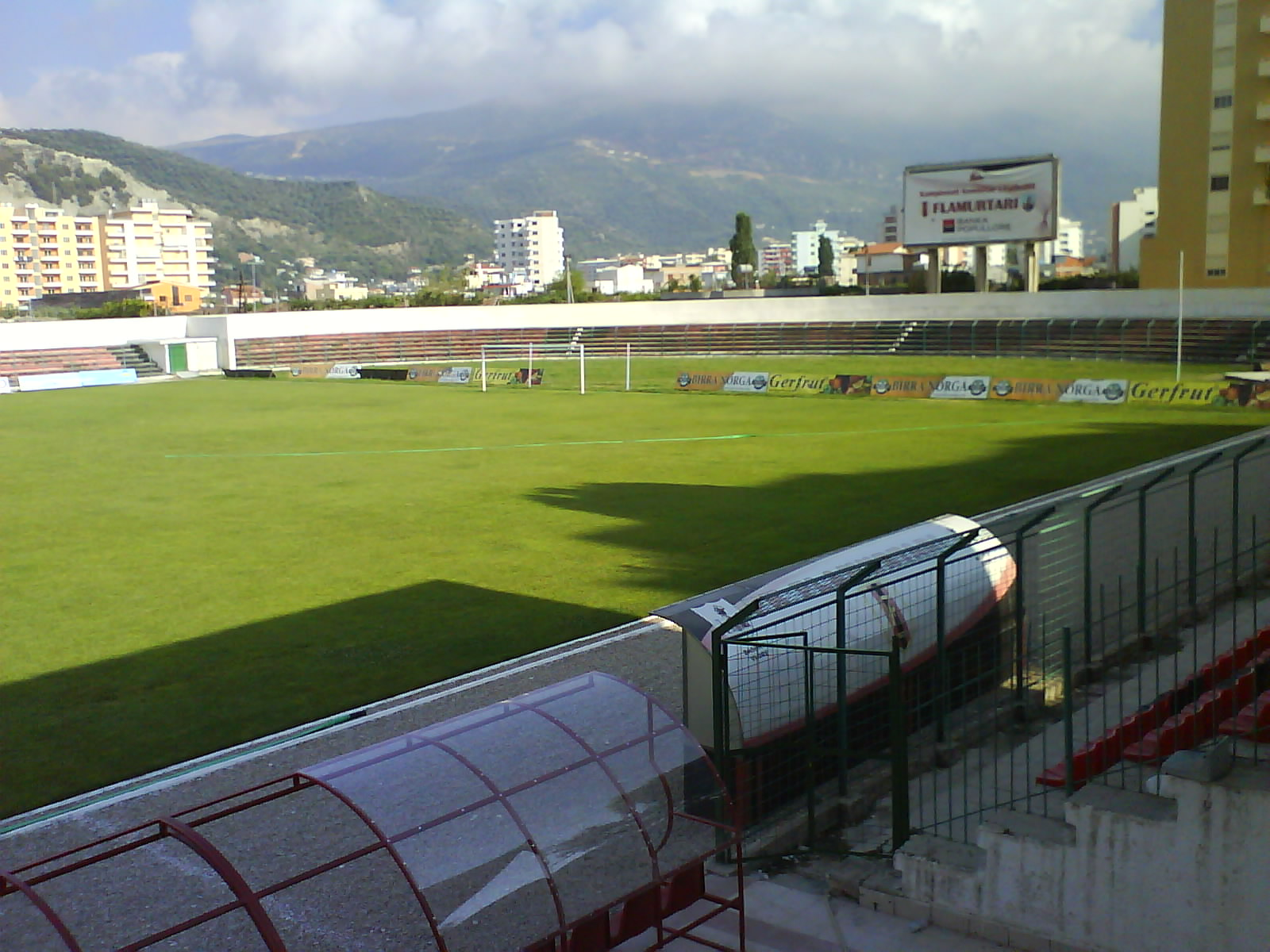
Південна трибуна (липень 2009)